# 光和精鉱
光和精鉱株式会社（こうわせいこう）は、福岡県北九州市に本社を置く、廃棄物処理業者である。日本製鉄と、DOWAホールディングス傘下のDOWAエコシステムが共同で出資する。

## 概要
日本製鉄八幡製鉄所の構内に設置された戸畑製造所を拠点に、産業廃棄物・一般廃棄物や製鉄ダストの処理を行う企業である。これらの廃棄物から「塩化揮発法」という技術により、亜鉛・鉛・銅など非鉄金属を回収し、製錬会社に販売している。塩化揮発法は、廃棄物から非鉄金属を塩化物としてガス化し主成分の酸化鉄から分離するプロセスで、残渣もセメント原料や製鉄原料（高炉用ペレット）として回収される。このプロセスでは、その過程で廃棄物を一切出さないゼロエミッションを実現しているとされる。
本社は北九州市戸畑区で、製造拠点の戸畑製造所と同じ所在地である。戸畑区内と大阪市港区、東京都中央区に営業所（順に九州・関西・東京営業所）を持つ。
会社の設立は1961年（昭和36年）である。日本国内で産出される硫化鉄鉱から、塩化揮発法により高炉用ペレットや硫酸を製造し、硫化鉄鉱石に含まれる金・銀・銅・鉛・亜鉛などを回収することを目的として設立された。

## 主要取引先
- 日本製鉄
- DOWA
- 旭化成
- トヨタ自動車
- 武田薬品工業
- 東芝
- 日本電気
- 三井化学
- 三菱化学

## 沿革
- 1961年（昭和36年）2月10日 - 会社設立。
- 2007年（平成19年）7月 - エコアクション21（環境省認定）認証登録。